# Język malwi
Język malwi – język indoaryjski używany w północnych Indiach. Według danych z 2011 r. posługuje się nim nieco ponad 5,4 mln ludzi.
W klasyfikacji Ethnologue wchodzi w skład makrojęzyka radżastani.
Pozostaje w użyciu w kontaktach domowych, w obrębie społeczności wiejskiej i w sferze religijnej. W użyciu jest także język hindi.
Jest zapisywany pismem dewanagari.